# Cincinnati Open 1995
Il Cincinnati Open 1995 (conosciuto anche come Thriftway ATP Championships per motivi di sponsorizzazione) è stato un torneo di tennis giocato sul cemento. È stata la 94ª edizione del Cincinnati Open, che fa parte della categoria Super 9 nell'ambito dell'ATP Tour 1995. Il torneo si è giocato a Cincinnati in Ohio negli USA, dal 7 al 14 agosto 1995.

## Campioni

### Singolare
Andre Agassi ha battuto in finale  Michael Chang con il punteggio di 7–5, 6–2

### Doppio
Todd Woodbridge /  Mark Woodforde hanno battuto in finale  Mark Knowles /  Daniel Nestor che si sono ritirati sul punteggio di 6–2, 3-0